# Corpo Aereo Italiano
El Corpo Aereo Italiano (en español Cuerpo Aéreo Italiano, o CAI), fue una fuerza expedicionaria de aviación militar italiana que participó en la batalla de Inglaterra a fines de 1940, durante la Segunda Guerra Mundial. El Cuerpo Aéreo Italiano estableció sus bases en aeródromos de la Bélgica ocupada por el III Reich y desde allí participó en el combate apoyando a la Luftwaffe contra la Real Fuerza Aérea británica, pero no alcanzó mayor éxito en estas funciones y fue repatriado completamente a Italia en abril de 1941.

## Ofrecimiento italiano

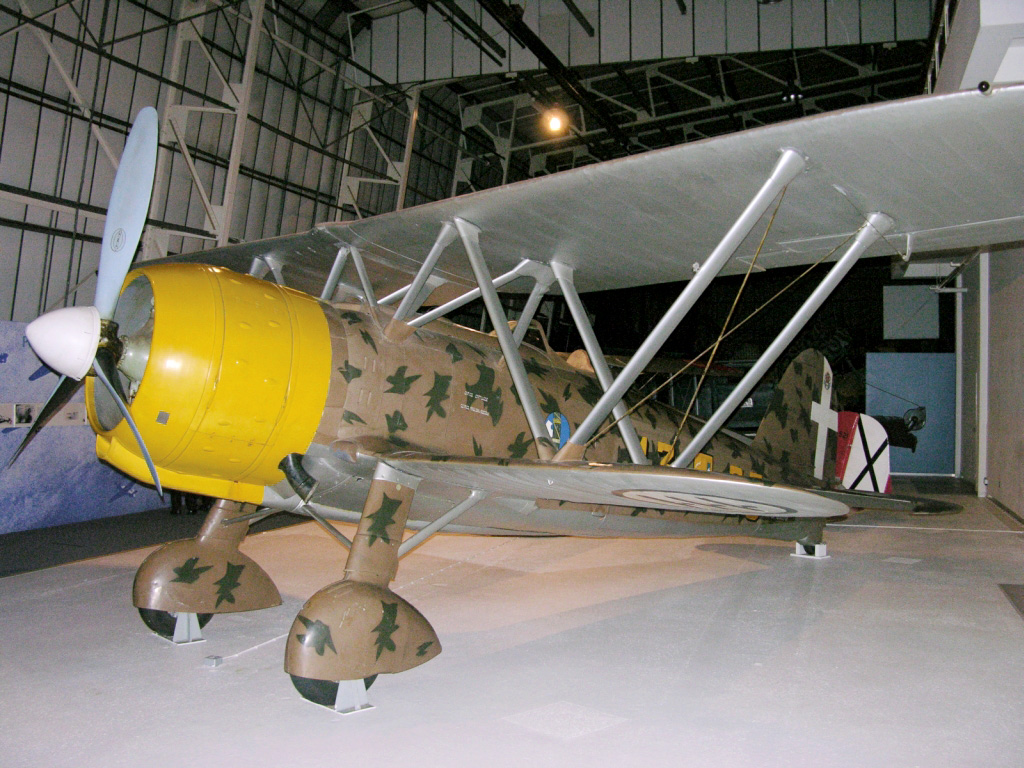
Il C.R.42 del Corpo Aereo Italiano expuesto en el Museo de la RAF en Hendon, Londres

Después que el 10 de junio de 1940 el Reino de Italia entrase en la Segunda Guerra Mundial como aliado de Alemania, tropas italianas atacaron a Francia en una breve campaña de pocos días, penetrando escasamente en territorio francés. Luego, los ejércitos italianos se enfrentaron a las tropas británicas en Egipto y en agosto de 1940 el dictador italiano Benito Mussolini ofreció insistentemente a Adolf Hitler un contingente aéreo italiano para apoyar los bombardeos de la Luftwaffe contra el Reino Unido, como contribución de la Italia fascista al esfuerzo de guerra germano. 
Aun cuando los jefes de la Luftwaffe y la Kriegsmarine preferían que Italia  se concentrase en defender el Norte de África y en dominar el Mar Mediterráneo con su propia aviación y flota, Hitler aceptó la oferta de Mussolini. Como resultado, el 10 de septiembre de 1940 se fundó el Corpo Aéreo Italiano en base al escuadrón de la fuerza aérea italiana (la Regia Aeronautica) destacado en Milán; su jefe fue el general Rino Corso-Fougier.
La escuadra italiana estaba formada por aviones biplanos de caza Fiat CR.42, veloces y maniobrables, pero sus continuos problemas mecánicos los hacían inferiores en combate ante los Supermarine Spitfire y Hawker Hurricane de la RAF. Otro avión importante era el Fiat G.50, caza monoplano bastante potente en combate pero con muy poca autonomía de vuelo. Los bombardeos del contingente eran aviones Fiat BR.20 bimotores con capacidad para 1600 kg de bombas. Los aviones de reconocimiento eran CANT Z.1007 y los transportes fueron aparatos Caproni Ca.133 .

## Desempeño en combate

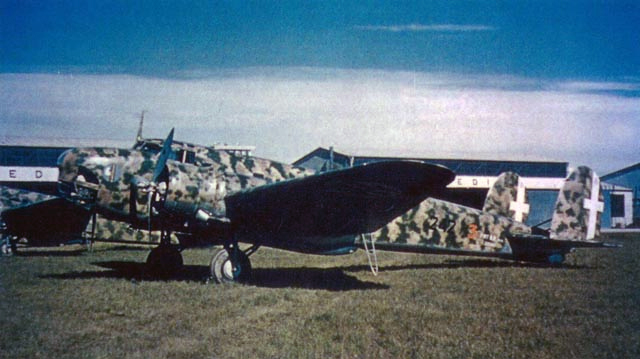
Fiat BR.20M MM.22267 de la 242^{a} squadriglia en su base. Derribado el 11 de noviembre de 1940

El 25 de septiembre los bombarderos italianos llegaron a su base en Bélgica, en la localidad de Melsbroek y luego los aviones de caza llegaron a la localidad vecina de Ursel , a pesar de que varios de ellos habían sufrido accidentes en el camino por fallos mecánicas y las malas condiciones climatológicas. En la noche del 24 de octubre se realizó la primera incursión aérea de las fuerzas aéreas italianas sobre suelo británico, atacando las localidades de Harwich y Felixstowe, perdiendo tres aeroplanos. Las actividades de ataque de los italianos siempre fueron coordinadas previamente por la Lufwaffe , aunque los italianos tenían separadamente su propio campamento, intendencia, y aeródromo.
El 29 de octubre los aviones italianos realizaron su siguiente gran ataque, con un bombardeo diurno sobre Ramsgate que costó a los italianos cinco aparatos averiados; en los días siguientes los aviones italianos siguieron realizando pequeños ataques en el sur de Inglaterra pero sin hallar gran resistencia. 
El primer gran combate aéreo de los italianos contra la Real Fuerza Aérea británica (RAF) ocurrió el 11 de noviembre de 1940, cuando se dirigían a una misión de bombardeo cancelada por mal clima; durante el viaje de regreso a Bélgica los aviones italianos fueron descubiertos por aviones Hawker Hurricane de tres escuadrones de la RAF y fueron de inmediato atacados. Pese a que los aviones italianos pudieron sostener bien los comienzos del combate aéreo, los problemas mecánicos de los aparatos causaron graves dificultades a la fuerza italiana, más que la pericia de la RAF.
El combate aéreo fue bastante duro y resultó ampliamente favorable a los británicos, debido a la poca potencia de fuego de los cazas Fiat CR.42  que no podían proteger debidamente a sus bombarderos, pese a que los aviones italianos eran más rápidos y maniobrables que los Hurricane o Spitfire; en esta situación de combate real los graves desperfectos técnicos de los Fiat agravaron la ya difícil situación de los italianos. 
Los cazas italianos Fiat G.50 sí pudieron combatir más eficazmente pero su escasa autonomía de vuelo y sus continuos problemas mecánicos les obligaron al aterrizaje forzoso en suelo británico, siendo capturados. También los fallos mecánicos obligaron a algunos bombarderos italianos a realizar aterrizajes de emergencia en territorio británico. Al terminar el combate la RAF solamente había registrado daños en dos cazas Hawker Hurricane, pero las pérdidas italianas llegaban en total a veinte aparatos: ocho de ellos fueron derribados mientras los otros doce resultaron capturados por los británicos tras aterrizar forzosamente en suelo enemigo debido a averías mecánicas.
Ese mismo día, 11 de noviembre, había empezado la batalla de Tarento, donde un eficaz ataque aeronaval británico había dejado a tres navíos de la Regia Marina italiana totalmente fuera de combate, sin que los atacantes sufrieran bajas considerables. Comparando las dos situaciones bélicas tan dispares, Winston Churchill escribió en sus memorias que:

Mussolini hubiera dado mejor empleo a los aviones italianos en Tarento, defendiendo su flota.

El 23 de noviembre otro combate aéreo causó la pérdida de dos aviones italianos que resultaron destruidos, contra un Spitfire británico apenas averiado. Desde entonces la Luftwaffe encargó a los italianos sólo tareas menores de bombardeo en las zonas de Ipswich y Harwich, en las cuales se mantuvieron los aparatos italianos hasta la terminación de la Batalla de Inglaterra. A inicios de enero de 1941, al reducirse drásticamente la actividad aérea alemana contra las islas británicas, Mussolini ordenó el retorno a su patria de la mayor parte del Corpo Aéreo Italiano, que ya no desarrolló más actividades bélicas. Los últimos Fiat G.50 italianos estacionados en Bélgica fueron repatriados a mediados de abril del mismo año.